# Hautflügler
Die Hautflügler (Hymenoptera) sind eine Ordnung der Insekten. Wie die Käfer, die Schmetterlinge und die Zweiflügler bilden sie eine der vier „megadiversen“ Insektenordnungen mit etwa 156.000 beschriebenen Arten aus 132 Familien. In Deutschland sind je nach Quelle 8896 bis 9625 Arten nachgewiesen. Hautflügler sind wegen ihrer Bedeutung für die Pflanzenbestäubung (Bienen), ihrer oft von keiner anderen Tiergruppe erreichten Dichte und Biomasse in zahlreichen Ökosystemen (Ameisen) und ihres großen und oft populationsbegrenzenden Einflusses auf alle anderen Insekten (Legimmen) eine ökologische Schlüsselgruppe mit entscheidender Bedeutung für Struktur und Funktion fast aller terrestrischen Ökosysteme. Daneben existieren zahlreiche weitere Gruppen mit einer Vielzahl anderer Spezialisierungen. Zu den Hautflüglern zählt die Mehrzahl der eusozialen Insektenarten, die Insektenstaaten bilden.

## Namensgebung
Die Hymenoptera bilden eine der sieben Insektenordnungen, die der Begründer der modernen Taxonomie, Carl von Linné, in seinem Werk Systema Naturae (in der 10. Auflage) einführte. Im Gegensatz zu den meisten anderen Linnéschen Ordnungen wird sie heute noch in derselben Abgrenzung wie damals verstanden. Die Namengebung bezieht sich auf die häutigen Flügel (altgriechisch ὑμήν hymḗn, deutsch ‚Haut‘ und altgriechisch πτερόν pterón, deutsch ‚Flügel‘), die allerdings selbst keine Besonderheit der Hautflügler darstellen, sondern in derselben Form fast allen geflügelten Insekten gemeinsam sind. Linné erläuterte niemals den Grund für seine Namensgebung.

## Bau der Hautflügler

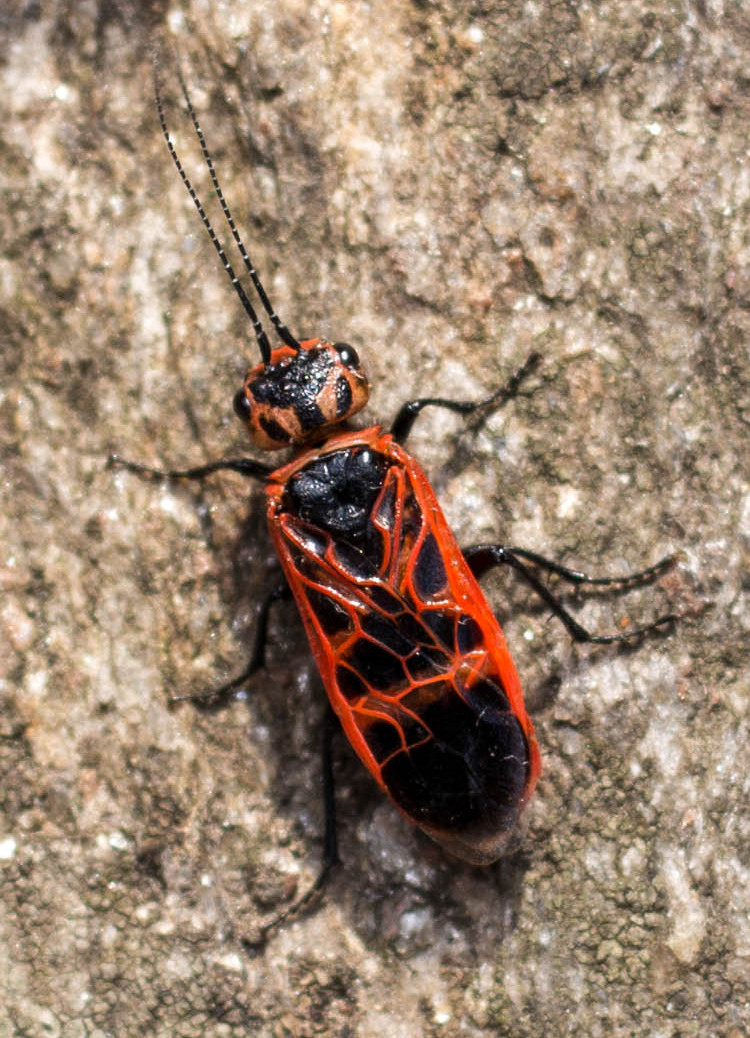
Genetzte Gespinstblattwespe Caenolyda reticulata

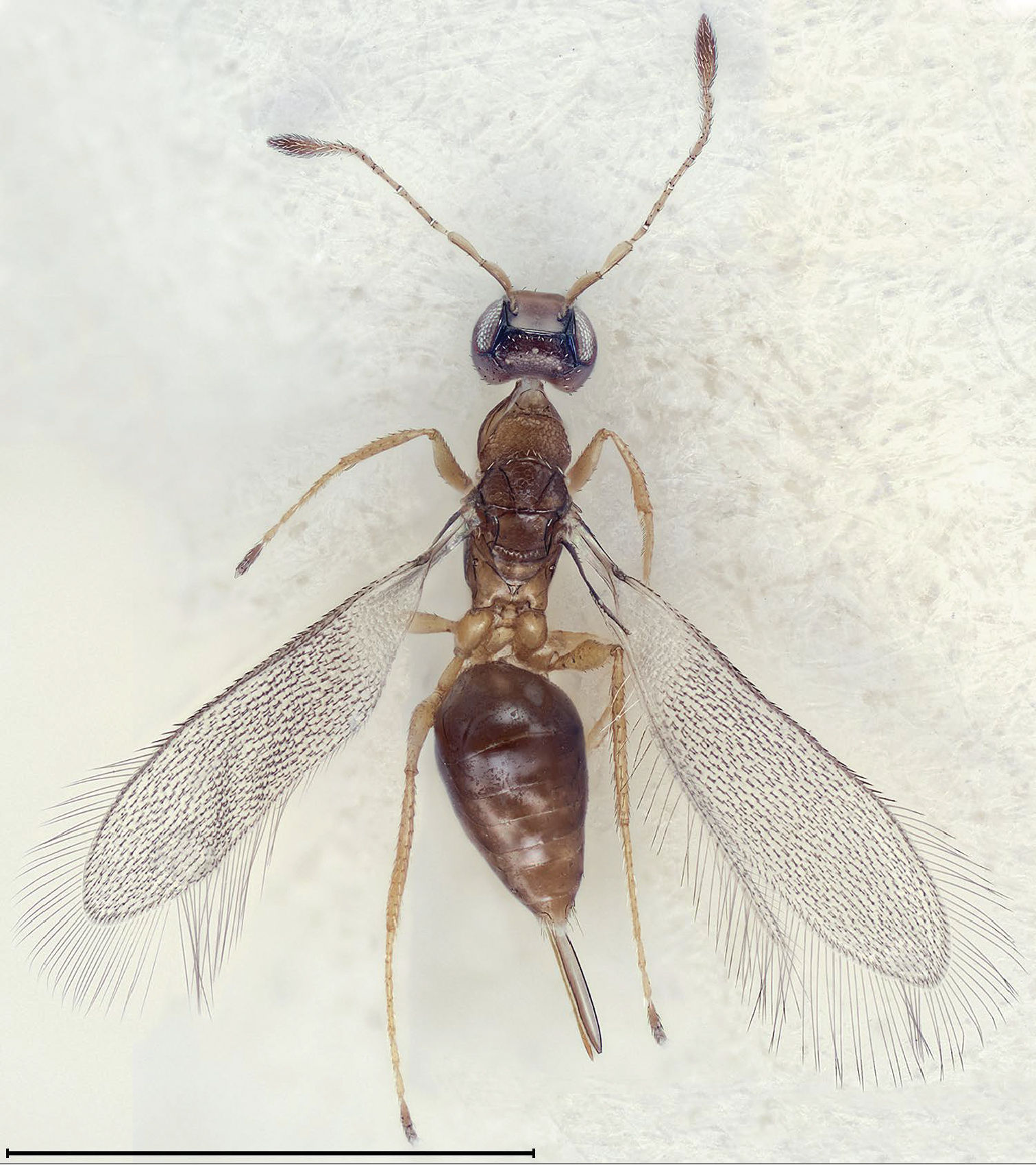
Die Zwergwespe Cremnomymar ist weniger als 2 Millimeter lang

Hautflügler sind meist kleine bis mittelgroße Insekten, die größten Arten wie Pepsis heros (Familie Pompilidae) erreichen etwa 6,5 cm Körperlänge und 10 cm Flügelspannweite. Zu den Hautflüglern gehören die kleinsten geflügelten Insekten, die eine Spannweite von nur etwa 1 mm erreichen. Die Hautflügler sind Holometabole Insekten mit raupen- oder madenähnlichen Larven, einem Puppenstadium und meist geflügelten Imagines. Der Kopf der Imagines ist meist sehr beweglich mit einer dünnen Halsregion (oder Zervikalregion) an den Rumpf angeschlossen. Der Hinterleib ist hingegen bei allen Hautflüglern dicht an den Thorax angeschlossen. Immer ist die Bauchplatte (Sternum/Sternit) des ersten Hinterleibssegments verloren gegangen. Bei den morphologisch ursprünglicheren Familien, die als Symphyta zusammengefasst werden, sitzt der meist walzenförmige Hinterleib breit am Thorax an. Bei den Taillenwespen (Apocrita) gewinnt das Hinterende durch eine Einschnürung des zweiten Hinterleibssegments an Beweglichkeit. Hier ist das erste Hinterleibssegment fest mit dem Thorax verschmolzen, der restliche Hinterleib sitzt mit einem (meist) aus dem zweiten Segment gebildeten Stielchen, dem Petiolus, an diesem an.

### Flügel
Die Imagines besitzen bei allen Arten, deren Flügel nicht sekundär völlig rückgebildet sind, zwei Flügelpaare (also vier Flügel), deren Hinterflügel immer wesentlich kleiner sind als die Vorderflügel. Im Flug sind die Flügel aneinander gekoppelt, sie werden gleichsinnig bewegt und wirken als Einheit. Als Koppelungsmechanismus dienen kleine, hakenförmige Borsten (Hamuli genannt), die am Hinterflügel sitzen und in eine Kerbe am untergeschlagenen Rand der Vorderflügel einhaken. Das Flügelgeäder ist gegenüber dem Grundplan der Insekten stark abgewandelt und reduziert, wodurch es jahrzehntelang schwierig war, die Aderung zu homologisieren. Während die Flügel der meisten Insekten durch abwechselnd hoch oder tief stehende Adern in konkave und konvexe Abschnitte geteilt und dadurch Wellpappe-artig versteift sind, sind bei den Hautflüglern (mit einer Ausnahme, der Subcosta) alle konkaven Adern verloren gegangen. Die Flügel sind dadurch fast eben. Sie weisen mehrere Biegungslinien (Flexionslinien) auf, an denen sie bei der Bewegung im Flug in sich verwunden werden können, diese Linien queren auch die Aderung, wo sie als Schwächezone oder Unterbrechung sichtbar werden. Der Vorderrand der Vorderflügel ist meist durch eine starke Randader verstärkt. Meist sitzt am Rand im vorderen Flügeldrittel eine auffallende, meist dunkel gefärbte Verdickung, das Flügelmal (Pterostigma), das in Art eines Trimmgewichts den Flug stabilisiert. Die Flügeladern weisen bei den größeren Arten in der Regel im Vorderabschnitt eine Reihe recht großer, geschlossener Zellen auf, deren Ausbildung, Anzahl und Lage sehr wichtig für die Bestimmung der Familien ist. Bei den kleinen Arten ist die Aderung meist mehr oder weniger stark reduziert, sie kann bei den kleinsten Formen vollkommen fehlen. Nahezu immer sitzen auf der Flügeloberfläche winzige Haare (Mikrotricha), die den Luftwiderstand vermindern (Riblets).
Der Antrieb der Flügel erfolgt bei den Hautflüglern durch asynchrone Flugmuskeln. Das bedeutet, dass die Nervenimpulse, die die Flugmuskeln erregen, nicht mit den Flügelschlägen synchronisiert sind, sondern ungekoppelt irgendwann während der Flugphase erfolgen. Die Frequenz des Flügelschlags ist also nicht neuronal gesteuert, sondern ergibt sich aus der Mechanik und den Schwingungseigenschaften der Flügel, des Flügelgelenks und den Thoraxstrukturen, die den Flügelschlag antreiben und steuern. Die Feinsteuerung des Flugs erfolgt daher eher durch Variation im Anstellwinkel und in der Schlagamplitude, während die Schlagfrequenz fast konstant bleibt. Im Verhältnis zu ihrer Körpergröße weisen viele Hautflügler eine sehr hohe Schlagfrequenz bei eher geringer Amplitude (etwa 90° Auslenkung) auf. Sie sind dadurch vielfach sehr gute Flieger mit hoher Manövrierfähigkeit. Viele Bienenarten können in raschem Schwirrflug auf der Stelle schweben.
In Ruhelage werden die Flügel der Hautflügler übereinandergeklappt flach auf dem Rücken getragen. Die Hinterflügel, bei einigen Gruppen auch die Vorderflügel, werden zur Verkleinerung der Fläche manchmal eingefaltet. Bei den Symphyta werden sie durch raue Felder auf der Thoraxoberseite (Cenchri genannt), die in Aufrauungen der Flügeloberfläche eingreifen, wie mit einem Klettverschluss fixiert. Die Flügel sind häufig glasklar, sie können aber nicht selten rauchig getrübt oder dunkel, seltener auch bunt, manchmal sogar metallisch schillernd sein.

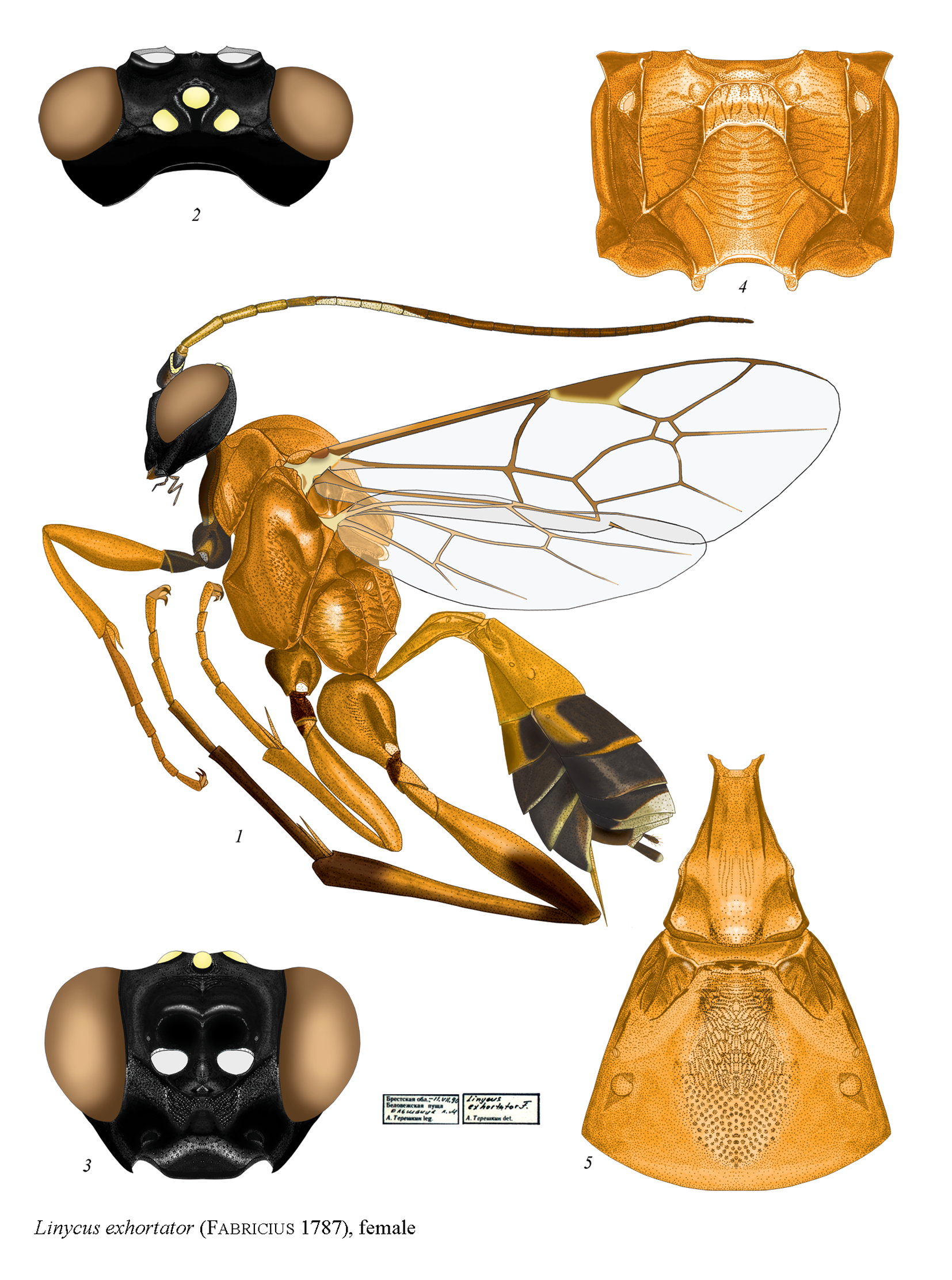
Linycus exhortator, eine Schlupfwespe (Familie Ichneumonidae)

### Ovipositor und Stachel
Als einzige Tiere innerhalb der holometabolen Insekten haben die weiblichen Hautflügler ein Legerohr (Ovipositor). Der Legebohrer entspricht in seinem Bau demjenigen von zahlreichen Gruppen der ursprünglicheren hemimetabolen Insekten, z. B. dem der Heuschrecken, er wird deshalb als orthopteroid bezeichnet. Tatsächlich lassen sich seine Bestandteile mit dem Legerohr der primär flügellosen Fischchen homologisieren. Er ist also keine Neuerung der Hautflügler, sondern von deren Vorfahren ererbt, während er bei den anderen Holometabola sekundär zurückgebildet worden ist (Plesiomorphie). Der Legebohrer ist bei fast allen Hautflüglern vorhanden, aber oft ins Körperinnere in eine Stachelkammer zurückgezogen und in Ruhelage nicht sofort sichtbar. Bei den meisten Pflanzenwespen ist er sägeblattförmig und dient zum Einsenken der Eier in Pflanzengewebe. Bei den Legimmen ist er vielfach abgewandelt, oft aber sehr dünn, er dient meist zur Ablage eines Eis in andere Gliederfüßer, in denen sich dann die Larve als Parasitoid entwickelt. Bei den Aculeata ist der Legebohrer zu einem Wehrstachel umgestaltet.
Der Ovipositor wird gebildet aus der Rückenplatte (Tergum) des neunten Hinterleibssegmentes und verschiedenen Anhängen, die aus Extremitätenanlagen hervorgegangen sind. Diese werden als Gonocoxite und Gonapophysen, häufig auch neutraler als Valvifer und Valven (oder Valvulae), bezeichnet. Der Ausgang der inneren Geschlechtsorgane, die Gonopore, liegt auf der Bauchseite zwischen den Gonocoxiten. Der eigentliche Legebohrer besteht aus drei Paar langgestreckter Anhänge (die unterschiedlich weit fusioniert sein können). Die ersten und zweiten Valven bilden den eigentlichen Legebohrer. In der Regel sind die beiden Paare miteinander verfalzt, so dass sie aneinander hängen, aber gegeneinander verschoben werden können. Beim Stechakt werden beide Paare mit hoher Geschwindigkeit vor und zurück bewegt und graben sich so ins Substrat ein, meist durch Zähne oder Widerhaken erleichtert. Die dritten Valven bilden eine Hülle oder Scheide, in die der Legebohrer in Ruhelage eingehüllt ist. Alle Valven sind von Nerven durchzogen und weisen zahlreiche Sinneshaare auf.
Mit dem Ovipositor sind bei den Hautflüglern zwei Drüsen verbunden. Bei der größeren Giftdrüse münden Drüsenschläuche in einen großen Hohlraum, der sich in einem Kanal im Inneren der Stechborsten fortsetzt. Das Sekret dient bei den Pflanzenwespen als Gleitmittel oder Kitt für die Eier. Bei den Legimmen und Aculeata dient es als Gift, in erster Linie um Wirte für die Eiablage, oder Beutetiere, zu paralysieren. Bei allen Arten, bei denen die Stechborsten und die Muskulatur das zulassen, dient es auch zur Verteidigung. Die zweiten, kleineren Drüsen werden als Dufoursche Drüsen bezeichnet. Ihre Funktion ist nicht in allen Fällen geklärt. Bei den Ameisen geben sie ein Alarmpheromon ab.

### Kopf und Mundwerkzeuge
Hautflügler besitzen Mundwerkzeuge, die in der Regel in unterschiedlichem Grad an leckende oder saugende Ernährungsweise, vor allem der Aufnahme von Nektar und zuckerhaltigen Säften, angepasst sind. Diese bestehen meist aus den verwachsenen, als funktionale Einheit wirkenden Labium und Maxillen, die eine als Labiomaxillarkomplex bezeichnete Struktur ausbilden. In Kombination damit besitzen sie beinahe immer normale, beißend-kauende Mandibeln. Diese dienen aber nur selten direkt der Ernährung. Sie sind für vielfältige andere Zwecke abgewandelt, unter anderem zum Freinagen aus Quartieren und Puppenhüllen und zum Nestbau.

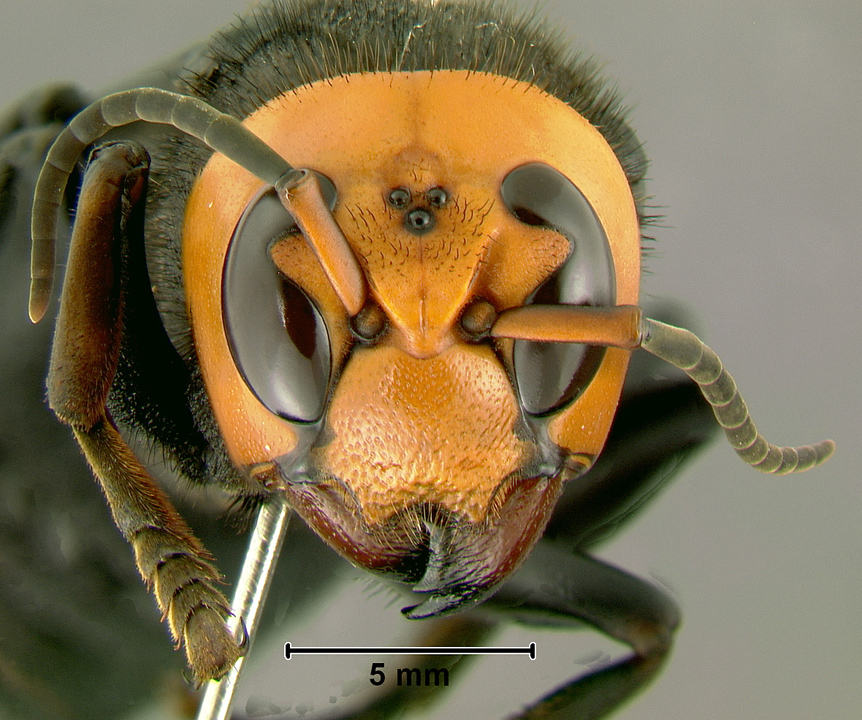
Kopf der Asiatischen Riesenhornisse (Vespa mandarinia) von vorn

Beim Labiomaxillarkomplex ist das Labium an der Basis nicht mit der Kopfkapsel, sondern mit den Maxillen fest verwachsen. Die gesamte Struktur kann durch Vorwärtskippen aus der Kopfkapsel vorgestreckt werden. Im vorgestreckten Zustand ist das Labium vor und zurück beweglich. Die Laden des Labiums (Glossae und Paraglossae), zusammen als Ligula bezeichnet (lat. ligula „Zünglein“), besitzen meist eine behaarte Oberfläche, die bei der Bewegung Flüssigkeiten auflecken und zur Mundöffnung bewegen kann. Diese Ernährungsweise ist bei den meisten Hautflüglern verwirklicht, sowohl bei den pflanzenfressenden Symphyta als auch bei den Legimmen mit parasitoider Larvalentwicklung. Auch die meisten Apocrita, die für die Ernährung der Larven Arthropoden jagen, benutzen sie für den eigenen Stoffwechsel. Bei den auch im Larvenstadium nektar- und pollenfressenden Bienen ist die Struktur verlängert und zu einem echten Saugrüssel abgewandelt, der in langen Blütenröhren verborgenen Nektar erreichen kann. Am Saugrüssel der langrüsseligen Bienenarten (z. B. der Honigbiene) sind die Galeae der Maxillen und die Labialtaster beteiligt, die zusammen mit den Glossae den Nahrungskanal begrenzen, bei anderen Gruppen können andere Teile einen funktional ähnlichen Rüssel ausbilden. Bei den Prachtbienen ist die leckende Bewegung der Glossae ganz aufgegeben, der Nektar wird nur noch wie mit einem Rohr aufgesaugt.
Die Antennen besitzen bei den Hautflüglern den charakteristischen Grundbauplan der Insekten mit Schaft (Scapus), Wendeglied (Pedicellus) und Fühlergeißel (Flagellum). Der Fühlerbau ist vielfach abgewandelt und für verschiedene Familien hoch charakteristisch. Die Zahl der Geißelglieder kann zwischen einem (z. B. Argidae) und mehr als fünfzig (manche Ichneumonidae) liegen. Sehr oft ist sowohl die Zahl der Geißelglieder wie auch ihre Form geschlechtsspezifisch, oft besitzen die Männchen ein Geißelglied mehr als die Weibchen. Manchmal sind die Geißelglieder nur bei den Männchen außen zahn- oder lamellenförmig erweitert. Die Fühler können bei beiden Geschlechtern, oder nur bei den Weibchen, zur Spitze hin keulenförmig erweitert sein. Bei vielen Hautflüglern ist das Schaftglied stark verlängert, vielfach sitzt der restliche Fühler daran in einem deutlichen Winkel an (gekniete Antennen). Die Oberfläche der Fühlergeißel trägt zahlreiche Sensillen, die als Mechanorezeptoren und Chemorezeptoren dienen. Vielfach dienen sie beim Weibchen in erster Linie zur Suche des Eiablageplatzes (Nahrungspflanze oder Wirt), beim Männchen zur Suche nach Weibchen, die oft mittels artspezifischer Pheromone erkannt werden. Ein typischer Sensillentyp sind breite, plattenförmige Sensillen (Sensilla placodea). Die Antennen der Männchen tragen sehr oft außerdem Drüsen, die bei der Geschlechtererkennung und Paarung eine Rolle spielen.

## Larven
Die Gestalt der Larven ist bei den Hautflüglern aufgrund der unterschiedlichen Lebensweise vielfach abgewandelt. Die Larven der morphologisch ursprünglicheren Pflanzenwespen sind zumeist pflanzenfressende sog. Afterraupen, ähnlich den Raupen der Schmetterlinge. Andere Pflanzenwespen bohren in Holz oder Pflanzenstängeln, sie haben meist die Beine zurückgebildet und weisen andere Umbildungen auf. Die Larven der Legimmen (und der mit ihnen verwandten Familie Orussidae) weisen aufgrund ihrer parasitischen Lebensweise zahlreiche Reduktionen, vor allem der Extremitäten und Sinnesorgane, auf. Typischerweise sind es beinlose (apode), madenähnliche Larven, die mit Ausnahme der Kopfkapsel nur weich sklerotisiert und meist weiß gefärbt sind. Die Larven der Aculeata entsprechen in ihrem Körperbau denen der Legimmen.

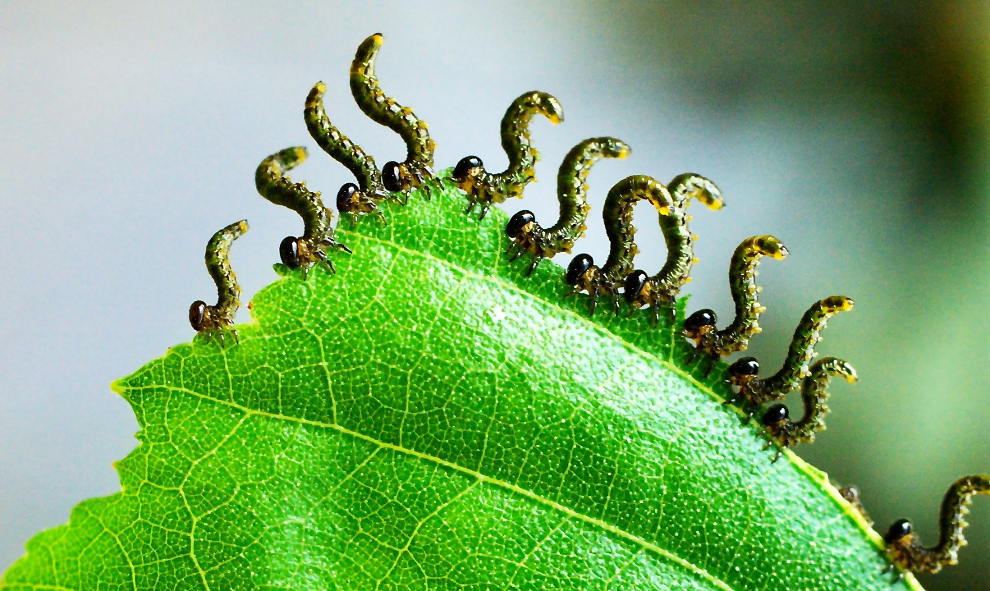
Blattwespenlarven in Abwehrhaltung (Schreckstellung)

Die Larven der Hautflügler bestehen aus einer meist runden oder ovalen Kopfkapsel, drei Rumpf- und zehn Hinterleibssegmenten, die häufig außerdem sekundär geringelt sind. Am Kopf sitzen die kauenden Mundwerkzeuge, die normalerweise nach unten (oder schwach nach hinten) zeigen. Stärkste Mundwerkzeuge sind fast immer die Mandibeln, die gedrungen und gezähnt oder lang und sichelförmig sein können. Seitlich am Kopf sitzt bei den ursprünglicheren Formen ein Larvenauge (Stemma oder Ocularium genannt), von dem immer nur eine einzelne Linse äußerlich erkennbar ist. Bei bohrenden, parasitischen oder in Nestern lebenden Arten ist das Auge rückgebildet. Seitlich am Kopf sitzt ein Paar Antennen, die unterschiedliche Länge erreichen, aber fast immer recht kurz sind. Bei den Gespinstblattwespen erreichen sie etwa halbe Kopfkapsellänge und bestehen aus sieben Segmenten. Bei den meisten Hautflüglern sind die Antennen stark rückgebildet und bestehen aus einem, oft kaum erkennbaren Segment. Bei mehrgliedrigen Antennen werden die Glieder meist zur Spitze hin merklich kleiner. Der Rumpf der Hautflüglerlarven besteht aus drei untereinander sehr ähnlichen Segmenten. Bei den frei lebenden Symphyta sitzt an jedem ein Paar kurzer Beinpaare, die im Grundbauplan aus fünf Segmenten mit einer Kralle am Ende bestehen, aber häufig teilweise oder ganz reduziert sind. Am Hinterleib sitzen bei den freilebenden Pflanzenwespenlarven kurze, schwach sklerotisierte ein- oder zweigliedrige Beinpaare, diese sitzen bei den Xyelidae an allen Hinterleibssegmenten, bei den meisten Blattwespenlarven an den Segmenten zwei bis sieben oder zwei bis acht und am zehnten (letzten) Segment.
Die meisten Hautflüglerlarven können aus Drüsen, die an den Mundwerkzeugen (am Labium) ausmünden, aus Proteinen bestehende Seidenfäden ausscheiden. Bei den meisten Gruppen spinnt das letzte Larvenstadium daraus einen Kokon, in dem dann die Verpuppung stattfindet. Einige Pflanzenwespen spinnen aber schon vorher schützende Larvalgespinste, in denen sie leben.

## Lebensweise
Die Hautflügler zeichnen sich durch eine ungewöhnliche Vielfalt besonderer Anpassungen in der Lebensweise aus. Abgewandelt ist dabei insbesondere die Ernährung der Larven, während die Imagines weit überwiegend von zuckerhaltigen Säften wie Nektar, in einigen Gruppen auch Pollen, leben (gelegentlich erfolgt überhaupt keine Nahrungsaufnahme mehr). Bei den Gruppen, deren Larven von der Mutter mit Insektennahrung verproviantiert werden oder die als Parasitoide ihre Eier zur Entwicklung in andere Arthropoden ablegen, sind auch die Imagines vielfach zumindest teilweise zu räuberischer Ernährung übergegangen. Viele parasitoide Wespen ernähren sich zumindest teilweise auch von der Haemolymphe ihrer Wirtsarten, die sie mit Eiern belegen. Als Prädatoren in vielen terrestrischen Lebensräumen von besonderer Bedeutung sind die Ameisen, ein besonders eindrückliches Beispiel sind dabei die Treiberameisen. Die sozialen Faltenwespen, die in vielen Lebensräumen Mitteleuropas ebenfalls ökologisch als Prädatoren wirken, nutzen ihre Beute hingegen fast ausschließlich zur Ernährung der Larven und nehmen für sich selbst fast nur, wie bei den Hautflüglern üblich, zuckerhaltige Flüssigkeiten auf. Auch einige Blattwespen (Tenthredinidae) ernähren sich als Imagines räuberisch.

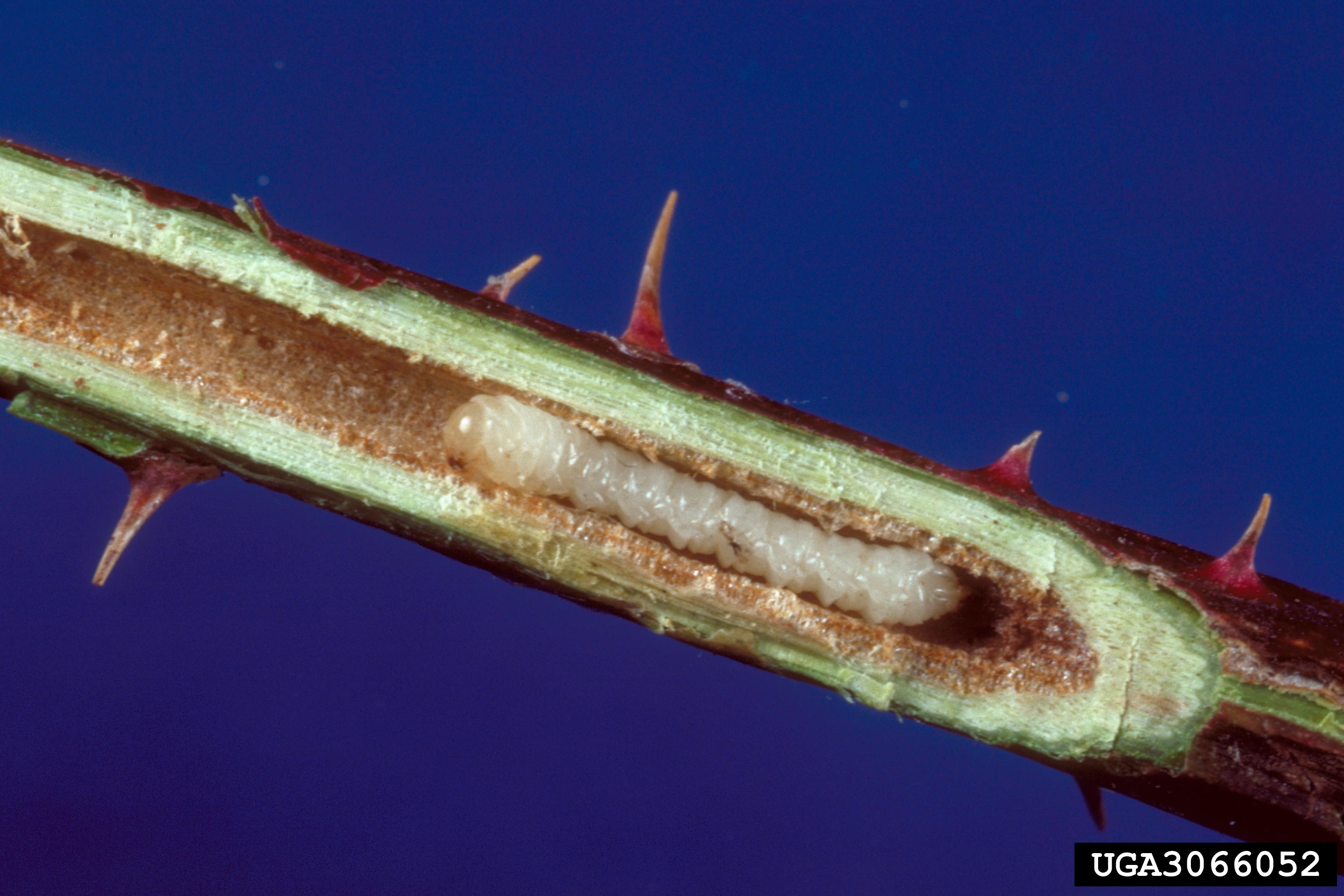
Larve der Halmwespe Hartigia trimaculata im Trieb einer Rose

Bei den ursprünglichen Gruppen der Hautflügler, die als Pflanzenwespen zusammengefasst werden, ernähren sich die Larven überwiegend von Pflanzen (phytophag). Eine Vielzahl von Arten nutzt Blätter von Baumarten oder krautige Pflanzen. Einige Arten minieren in Blättern oder Stängeln. Einige Gruppen, z. B. die Holzwespen, sind auf Holz als Nahrungsbasis übergegangen. Dabei ernähren sie sich nicht von der Holzmasse selbst, sondern kultivieren holzabbauende Pilze, die ihre eigentliche Ernährungsgrundlage darstellen. Vielleicht nur einmal, beim gemeinsamen Vorfahren der Orussidae und der Apocrita, erfolgte ein Wechsel auf andere Arthropoden als Nahrung. Die Larven jagen dabei keine Beutetiere, sondern ernähren sich von einem einzelnen Individuum, das zunächst am Leben gelassen, aber im Endeffekt in der Regel abgetötet wird. Diese parasitoide Lebensweise ist also eine Mischform aus echten Parasiten und Räubern. Die meisten ursprünglichen Arten fressen dabei von außen an ihrem Wirt, der paralysiert und meist rasch abgetötet wird (idiobionte Parasitoide). In vielen Entwicklungslinien gingen die Larven aber unabhängig voneinander dazu über, sich im Inneren des Wirts zu entwickeln, der dabei beweglich bleibt und weiterwachsen kann (koinobionte Parasitoide). Tausende von Arten sind Parasitoide von anderen Parasitoiden (Hyperparasitoide). Einige Entwicklungslinien innerhalb der Apocrita sind später wieder zu einer phytophagen Ernährungsweise zurückgekehrt, z. B. die Gallwespen und einige Erzwespen. Bei den wehrstacheltragenden Hautflüglern (Aculeata), die sich aus parasitoiden Legimmen entwickelt haben, wurde in vielen Gruppen die ursprüngliche parasitoide Lebensweise beibehalten. Viele Vespoidea und Apoidea weisen hingegen völlig abgewandelte Ernährungsweisen auf.
Da die Larven der Hautflügler in den meisten Fällen nur wenig beweglich sind, spielt in der Ordnung Brutfürsorge eine ganz besondere Rolle. Sorgender Teil ist dabei in fast allen Fällen die Mutter, nur in sehr seltenen Ausnahmefällen beide Geschlechter. Fast immer wenden die Weibchen besonders viel Zeit und Sorgfalt bei der Eiablage auf. Die Eier müssen dabei in der Regel unmittelbar in geeignetem Nahrungssubstrat platziert werden, da die Larve kaum zu späteren Korrekturen in der Lage wäre. Holzwespen und andere in Pflanzen bohrende Arten versenken ihr Ei meist tief im Holz. Parasitoide legen ihr Ei normalerweise direkt in den künftigen Wirt, seltener und nur bei immobilen Wirten neben ihn (es gibt Ausnahmen, z. B. die Trigonalidae). Bei den Aculeata ist das Weibchen in der Regel dazu übergegangen, die Nahrungstiere für ihren Nachwuchs nicht am Fundort zu belassen, sondern sie zu einem geschützten Nest zu transportieren. In vielen Entwicklungslinien wird die Larve nicht nur (wie bei den Parasitoiden) mit einem, sondern mit vielen Beuteorganismen verproviantiert. Etliche Verwandte haben sich allerdings daraufhin zu Kleptoparasiten entwickelt, die den von anderen Arten zusammengetragenen Proviant für ihren eigenen Nachwuchs ausnutzen. Bei den Bienen (und wenigen Arten aus anderen Entwicklungslinien) wird das Nest mit der Larve nicht mehr mit Arthropoden, sondern mit gesammeltem Pollen verproviantiert.
Viele Hautflügler aus den unterschiedlichsten Entwicklungslinien sind dazu übergegangen, dass mehrere Tiere zusammenleben und ihr Verhalten durch Signalaustausch miteinander koordinieren, d. h., sie entwickeln soziale Verhaltensweisen. Bei den Gespinstblattwespen, vielen Pergidae und einigen anderen Gruppen leben die Larven in großen Gruppen zusammen, das Fraßverhalten, oft auch die Verpuppung, sind aufeinander abgestimmt. Bei Parasitoiden leben oft zahlreiche Larven im selben Wirt (gregäre Parasitoide). In einigen Fällen kommt es dabei sogar dazu, dass einige Larven sich nicht mehr selbst weiterentwickeln, sondern ausschließlich ihre Geschwister (gegen andere Parasitoidenlarven im selben Wirt) verteidigen; diese weisen oft auch Besonderheiten im Körperbau auf (Kastenbildung). 
Unter den Hautflüglern sind staatenbildende Insekten häufig. Dies wird durch die haplodiploide Geschlechtsbestimmung in der Ordnung erleichtert: Die Männchen entwickeln sich parthenogenetisch aus nicht befruchteten Eiern, Weibchen schlüpfen hingegen aus befruchteten Eiern. Dadurch sind die weiblichen Nachkommen untereinander besonders eng verwandt, wodurch sie durch Unterstützung ihrer Schwestern ihre inklusive Fitness steigern können. Eine lange unterschätzte Rolle bei der Entstehung des eusozialen Verhaltens spielte aber auch die Tatsache, dass das Zusammenleben in einem Nest, in das bereits viel Arbeit investiert worden ist, soziale Verhaltensweisen immer fördert.

## Wehrstachel und Stich von Taillenwespen
Bei vielen Taillenwespen ist der Legebohrer in einen Wehrstachel umgewandelt. Man nennt sie dann – im Gegensatz zu den Legimmen (Terebrantia) – auch Stechimmen (Aculeata). Zu ihnen gehören unter anderem Ameisen, Faltenwespen und Echte Bienen (vor allem Honigbienen und Hummeln).
Die Weibchen der Wehrimmen können stechen, indem sie ihren Stachel in die Haut des Opfers einführen und durch den Stachel Gift aus einer Giftdrüse in das Opfer pumpen.
- Faltenwespen (einschließlich Hornissen) ziehen den Stachel danach wieder heraus.
- Honigbienen lassen ihn in der Haut zurück, allerdings nur beim Stechen von Gleichwarmen ("Warmblütern").

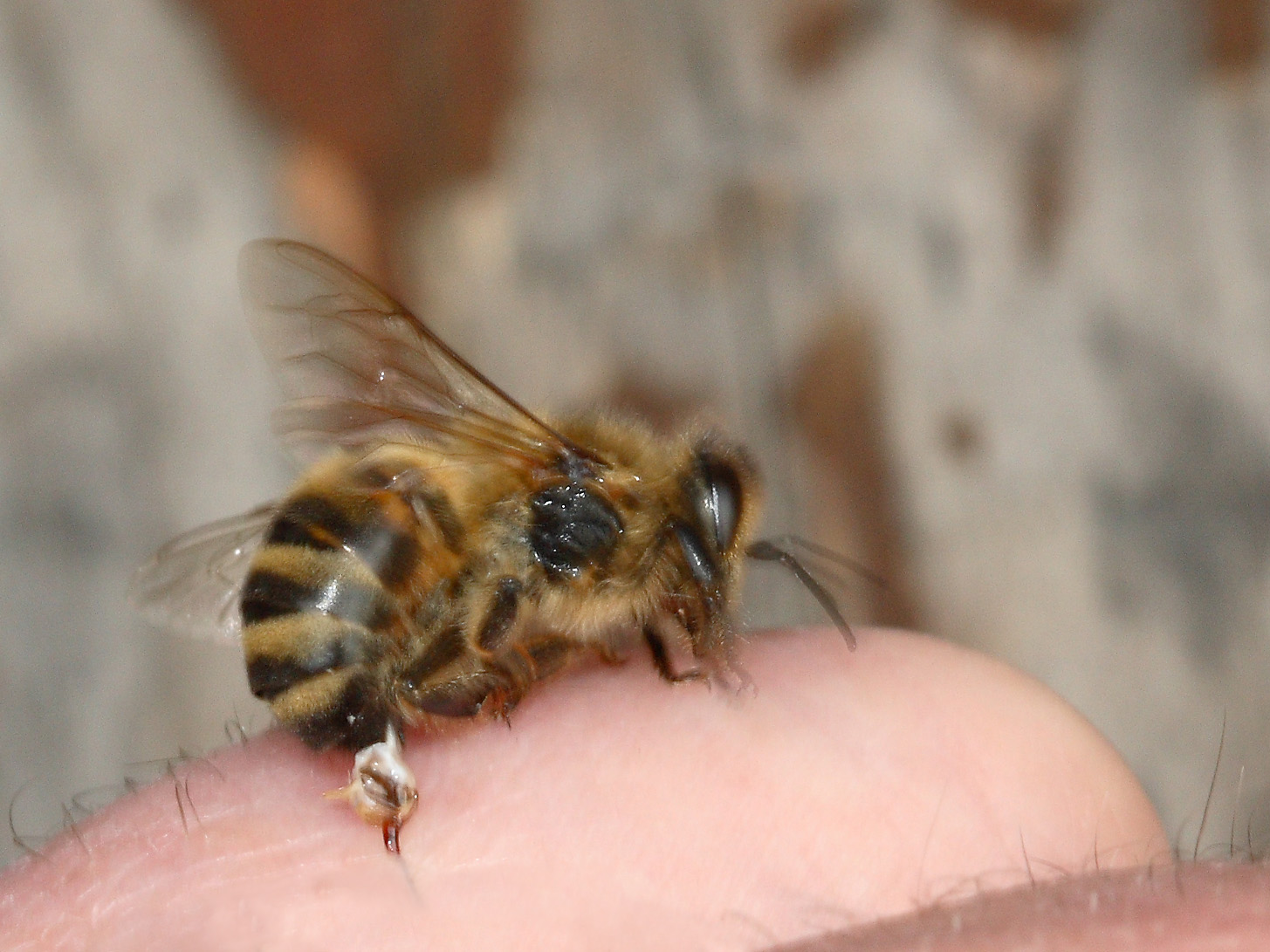
Stechende Honigbiene

Ameisen mit zurückgebildetem Wehrstachel, z. B. Schuppenameisen (Formicinae), können sich auch wehren oder angreifen, 
- indem sie ihr Gift aus gewisser Distanz spritzen (z. B. in die Augen der Beutetiere)
- oder indem sie erst mit den Kiefern beißen und dann in die Wunde hineinspritzen.

Hautflügler stechen Menschen normalerweise aus Notwehr, vor allem zur Verteidigung ihres Nestes und als direkte Verteidigungsreaktion. Zur Vermeidung von Stichen sollte man ihren Nestern bis auf etwa 4 Meter fernbleiben, sich in ihrer Nähe nur ruhig bewegen und nicht nach fliegenden Wespen oder Bienen schlagen. Bei ersten Stichen ist eine rasche Flucht angebracht, weil der Duft weitere Tiere herbeirufen kann.
Die Gefahr durch Stiche wird oft überschätzt (siehe dazu auch Insektenstich, Bienengift, Hornissengift und Insektengiftallergie):
- Einzelne Stiche sind zwar schmerzhaft, aber meist ungefährlich, sofern die Schwellung nicht die Atmung behindert.
- Bei Allergikern kann allerdings schon ein einzelner Stich starke Symptome hervorrufen.
- Tödlich sind Insektenstiche für den Menschen nur sehr selten.

## Wirtschaftliche Bedeutung
Als Bestäuber und Produzent von Honig haben die Honigbienen traditionell große wirtschaftliche und kulturelle Bedeutung. Zur Bestäubung werden heute auch Hummeln kommerziell eingesetzt, z. B. zur Bestäubung von Tomaten in Treibhäusern. Diverse Arten von Schlupfwespen werden zur biologischen Schädlingsbekämpfung gezüchtet und vertrieben. Die Bedeutung von Ameisen, Wespen und Schlupfwespen im ökologischen Gleichgewicht ist immens, lässt sich jedoch kaum beziffern.

## Systematik der Hautflügler
Die Hautflügler werden traditionell in folgende Gruppen eingeteilt:
- Unterordnung Pflanzenwespen (Symphyta); keine natürliche Gruppe (Monophylum), sondern eine Zusammenfassung mehrerer Entwicklungslinien
- Unterordnung Taillenwespen (Apocrita); alle Arten zeigen eine charakteristische Einschnürung des Hinterleibs.

Die Darstellung unter Systematik der Hautflügler gibt die wichtigsten Familien wieder, die Ansichten verschiedener Autoren bezüglich der systematischen Einteilung gehen allerdings auseinander, es wird deshalb eine Gliederung aufgeführt, die am ehesten dem Konsens entspricht.